# آب‌انبار ده‌آباد
آب‌انبارده آباد مربوط به ۱۱۹۰ ه.ق است و در میبد، محله ده آباد، بلوار شهید مطهری، کوچه مسجد جامع واقع شده و این اثر در تاریخ ۴ خرداد ۱۳۸۴ با شمارهٔ ثبت ۱۱۷۷۶ به‌عنوان یکی از آثار ملی ایران به ثبت رسیده است.